# Open 粉圆
Open 粉圆 （英语：Open Huninn），“粉圆”一词源于珍珠奶茶，是台湾字体公司 justfont 基于日本 MOTOYA 的小杉圆体制作的一套圆体字型。该字体以 SIL 开源字体授权授出，与思源黑體和思源宋體一样，为自由开源字型。justfont 于2015年募资时承诺在完成了金萱字体后修改优化一套字型，而在2019年完成了金萱全家族后发布了该计划，并于2020年3月14日（圓周率日）发布该字型。

## 开发
jf open 粉圆是以日本 MOTOYA 的小杉圆体为基础，在保留原字体的设计风格的前提下进行了繁体中文常用字补字，并且也设计了对应的注音符号，而西文部分则使用了 Varela Round，并且补充了相对应的台语罗马拼音。其中因為 Varela Round 并无西里尔字母、希腊字母以及部分标点符号，因此使用小杉圆体内置的全宽（全形）符号，而非等比符号。
该字体使用了基础的传承字形为部分汉字的基础，如两横的𩙿、两点的⻍等，而修改并统一其他字形至新字形。
该字体于 1.1 版时更新了 312 个台语常用字，覆盖范围包括了中日韓統一表意文字基本与全部扩展区部分汉字，并且修正了部分字形的外框线与台语罗马拼音错误。
该字体于 2.0 版三周年时更新了 1168 个台语常用字、修改 34 个错字，也从[糖圆体]收取了该字体内有的 783 个 Big5 汉字和优化后的西里尔和希腊字母，覆盖范围包括了中日韓統一表意文字基本与全部扩展区部分汉字。justfont 也表示该字体在没有发现严重错误的前提下将是最终版本。

## 命名
justfont 基於以往的字体（金萱/那提）都使用了飲品名称，因此將此字体取名為「粉圓」，参考了该字体与粉圆都呈圆形。英語名huninn則取自「粉圓」之台語（台羅拼音：hún-înn）。